# 최선일
최선일(崔先日, 1918년 2월 25일 ~ ?) 대한민국의 독립유공자이다. 본관은 통천(通川)이다.

## 생애
1918년 완도군 약산면 관산리에서 태어났다. 사립약산학교를 졸업하고 서울에서 경성고등음학원을 다녔다. 1937년 경성고등음학원을 중퇴하고 고향인 관산리로 하향하였다. 관산리 천도교당은 신지, 고금, 약산을 교구로 하여 설립되었는데, 설립 이후 야학운동이 이어져 왔다. 고향에 돌아온 최선일은 곽사길, 신인균, 최경윤과 함께 1937년 3월 중순부터 야학을 확장하여 30여 명의 아동들에게 국어, 농민가 등을 가르쳤다. 이 야학당이 적발되어 장흥결찰서의 급습을 받고 광주형무소에서 420일간 구금되었다. 1941년 8월6일 광주지방법원 재판에서는 치안유지법 위반으로 징역 1년 6개월에 집행유예 3년을 언도받고 풀려났다. 죽은 뒤 1993년 대통령표장 건국포장 수여되었으며, 독립유공자로 선정되었다.
당시 관산리 야학에서 가르쳤던 농민가는 다음과 같다.

1. 우리들의 이름은 농민이로다.

논귀 밭귀 언덕에서 호미 낫 들고

피와 땀을 흘려가며 쉴 사이 없이

세상사람 먹이를 지어 내누나

2. 그러나 세상은 어지하는지

놀고도 호의호식 하는 자 있고

일하고도 한술 밥 한 벌 옷 없어

빈한과 천대에 우는 자 있다.

3. 사랑하고 정깊은 우리 동무야

이 반한과 이 천대를 면하려면

지식과 단결이 유일한 무기

모여라 모여라 우리 글집에